# Józefa Wnukowa
Józefa Wnukowa z d. Lasota (ur. 2 kwietnia 1911 w Warszawie, zm. 23 stycznia 2000 w Sopocie) – polska malarka, tkaczka, pedagog Państwowej Wyższej Szkoły Sztuk Plastycznych w Gdańsku (obecnie: Akademia Sztuk Pięknych w Gdańsku).

## Życiorys
Córka adwokata Hermana Lasoty. Rodzice i brat Henryk zginęli we wrześniu 1939 podczas bombardowania Warszawy. Ukończyła gimnazjum humanistyczne w Warszawie (1928), następnie od 1930 uczyła się w Miejskiej Szkole Sztuk Zdobniczych w Warszawie. Od 1932 do 1937 studiowała w Akademii Sztuk Pięknych w Warszawie, w pracowni malarstwa M. Kotarbińskiego i L. Pękalskiego. W latach 1937–1938 przebywała we Włoszech i Francji. Od 1938 do 1944 mieszkała we Lwowie. Należała do Lwowskiego Związku Artystów, od 1941 – do Związku Artystów Zachodniej Ukrainy. 
Po zajęciu Lwowa przez Niemców w 1941 wraz z mężem Marianem Wnukiem, zaangażowała się w niesienie pomocy Żydom ze środowiska artystycznego – przede wszystkim znajomym malarzom i rzeźbiarzom, którzy zostali zamknięci w getcie w grudniu tego roku. W 1943 zostali współpracownikami lwowskiego oddziału „Żegoty”. W 1944 brała udział w powstaniu warszawskim jako łączniczka AK i przewodniczka w kanałach, ps. „Magda”, „Malarka”. 
Po wojnie, po krótkim pobycie (od listopada 1944 do czerwca 1945) w Domu Pracy Twórczej w Łańcuchowie k. Lublina, wraz z mężem znalazła się w Gdańsku. Obok Janusza Strzałeckiego, Krystyny i Juliusza Studnickich, Jacka i Hanny Żuławskich oraz męża Mariana była współzałożycielką Państwowej Wyższej Szkoły Sztuk Pięknych w Gdańsku (z siedzibą w Sopocie w latach 1945–1954), gdzie prowadziła Pracownię Tkaniny na Wydziale Malarstwa oraz Zakład Artystyczno-Naukowy tkaniny dekoracyjnej. Wieloletni pracownik tej uczelni, przez szereg lat kierowała Zakładem Tkaniny (w 1981 przeszła na emeryturę).

Malarka, inspiracje do licznych pejzaży czerpała z podróży krajowych i zagranicznych (Wietnam, Norwegia, Polinezja, Nowa Gwinea). Autorka cyklów „Ptaki” i „Św. Franciszek na Kaszubach”. Pozostawiła monumentalne realizacje tkanin wykładzinowych na zamkach w Gołuchowie i Książu. Artystka brała udział w pracach malarskich na Starym Mieście w Gdańsku; twórczyni elewacji gdańskich kamieniczek (1953) i stropu w sieni gdańskiego Ratusza Głównego Miasta (1970).

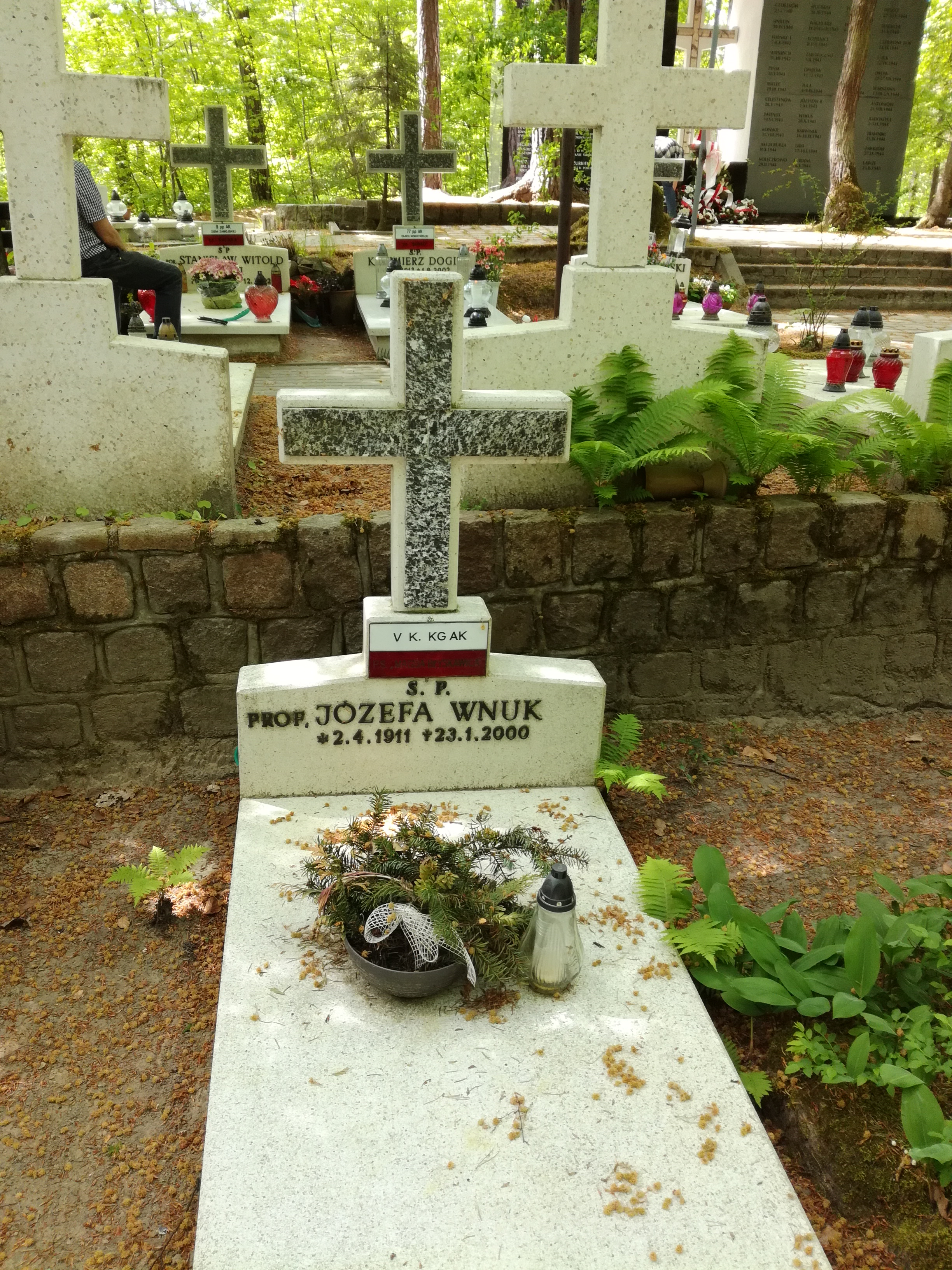
Grób Józefy Wnuk na cmentarzu Komunalnym w Sopocie

Była matką chrzestną statku MS „Artur Grottger” (1988).
Zmarła w Sopocie, pochowana na miejscowym cmentarzu komunalnym (kwatera AK-1-36).

## Ordery i odznaczenia
- Krzyż Komandorski Orderu Odrodzenia Polski (1978)
- Krzyż Kawalerski Orderu Odrodzenia Polski (1956)
- Złoty Krzyż Zasługi (22 lipca 1953)[5]
- Medal Księcia Mściwoja II (1997)[6]
- Odznaka „Za Zasługi dla Gdańska” (1960)

Źródło:.

## Nagrody
- Nagroda Państwowa III stopnia (zespołowa) za obraz Pierwszomajowa manifestacja w roku 1905 wystawiony na Ogólnopolskiej Wystawie Plastyki (1952)[7]
- Nagroda Państwowa II stopnia za całość twórczości w dziedzinie tkaniny dekoracyjnej (1955)[8]
- Nagroda Artystyczna Gdańskiego Towarzystwa Przyjaciół Sztuki (1994)[1]